# Косубаев, Есетжан Муратович
Есетжан Муратович Косубаев (род. 19 октября 1955, Алма-Ата, Казахская ССР, СССР) — государственный деятель Республики Казахстан, министр культуры, информации и спорта.

## Биография
Родился 19 октября 1955 года в Алма-Ате в семье известной актрисы театра и кино Тамары Косубаевой.
В 1980 году окончил исторический факультет Казахского государственного университета им. С. Кирова.
С 1980 по 1981 год работал лаборантом Института истории, археологии и этнографии Академии наук КазССР.
С 1981 — на комсомольской работе: освобожденный секретарь комитета комсомола Алма-Атинского музыкального училища, заведующий отделом культуры ЦК ЛКСМ Казахстана, инструктор ЦК Компартии Казахстана, заместитель заведующего отделом культуры ЦК ВЛКСМ, вновь инструктор отдела ЦК КП Казахстана.
В 1990—1992 годах — заместитель генерального директора Фонда культурного, социального и научно-технического развития Казахстана.
В 1992—1993 годах — председатель правления АО «Алтын-Алма».
В 1993—1998 годах — вице-президент Детского благотворительного фонда «Бобек».
В 1998—2001 годы — генеральный директор продюсерской фирмы «АРТ-Центр», гендиректор международного кинофестиваля «Евразия».
В сентябре 2001—2002 годы — председатель правления ЗАО "Республиканская корпорация «Телевидение и радио Казахстана».
С 2002 по сентябрь 2004 года — руководитель пресс-службы президента, заведующий Отделом по связям с общественностью и прессой Управления внутренней политики администрации президента РК.
С 29 сентября 2004 — министр культуры, информации и спорта Республики Казахстан.
С 2006 по 2007 годы — президент общественного фонда «Kazenergy».
С мая по июнь 2007 года — председатель совета директоров АО «Рауан Медиа Групп».
С июня 2007 года — член правления союза «Атамекен».
С ноября 2020 года — председатель правления некоммерческого акционерного общества «Государственный центр поддержки национального кино».

## Награды
- Указом Президента Республики Казахстан от 29 ноября 2019 года награждён орденом «Достык» 2 степени.[3]
- Орден Курмет (12 декабря 2005 года)[4]
- Медаль «Шапагат» (1996)[5]
- Медаль «10 лет Конституции Республики Казахстан» (2005).